# Янко Арсов
Янко Боянов Арсов е български инженер-металург, академик.

## Биография
Роден е в Пазарджик на 12 юни 1934 г. През 1958 г. завършва Химико-технологическия институт. От 1974 г. е доктор на техническите науки. Специализира в Швеция, Франция и САЩ. През 1991 г. е избран за професор по металознание и технология на металите във ВТУ „Тодор Каблешков“. От 1989 до 2007 г. е директор на Института по металознание при БАН. Между 1996 и 2008 г. е заместник-председател на Общото събрание на БАН. През 1997 г. е избран за член-кореспондент на БАН. От 2004 г. е академик.
Умира на 2 март 2023 г.

## Научна дейност
Янко Арсов създава нова номенклатура и класификация на леярските свойства на сплавите чрез обобщаване на световните тенденции. Теоретично и експериментално изследва механизма на движение на струята течен метал в каналите на леярската форма.

## Научни трудове
- „Стоманени отливки“ (1977)
- „Планиране на експеримента в технологията на металите“ (1981)
- „Леярски свойства на сплавите“ (1984)[1]

## Отличия и награди
През 2001 г. е награден с Голямата награда на Европейския салон за иновации и патенти в Брюксел.